# Энтль-Юхлынгъяун
Энтль-Юхлынгъяун (устар. Энтль-Юклюн-Яун или Энтль-Юхлынгъявин) — река в России, протекает по территории Сургутского района Ханты-Мансийского автономного округа. Длина реки — 179 км, площадь водосборного бассейна — 1050 км².
Начинается из озера Нохыръёханлор, входящего в группу озёр Тытысамы-То и лежащего на высоте 113 метров над уровнем моря. Течёт по обильной водами местности в междуречье Ай-Пима и Котута-Яги в южном направлении через озеро Мал-То, группу озёр Лажа-Мал-То, озёра Нум-Варлор. Долина реки в верхнем и среднем течении заболочена, в низовьях поросла лесом. Устье реки находится в 99 км по правому берегу реки Пим у избы Ф. Каюкова. Ширина реки выше устья Воихвонкилоръяуна равна 10 метрам, глубина — 1 метр; выше устья Сэйкуллоръяуна — 13 и 1,2 метра соответственно, дно песчаное.
Населённых пунктов на реке нет, есть избы Колыванова Н. С., Я. Г. Кантерова, Н. Г. Кантерова и буровые платформы. Вдоль низовий реки проходит автозимник. У реки расположено Энтль-Юклюн-Яунское торфяное месторождение площадью 485 га, мощностью слоя 1,41 метра и запасами 1217 тонн.

## Притоки
- 12 км: Сэйкуллоръяун[10] (пр)
- 30 км: Пунушъяун[10] (лв)
- Воихвонкилоръяун[10] (лв)
- 87 км: Пыкымъявин[11] (пр)

## Данные водного реестра
По данным государственного водного реестра России относится к Верхнеобскому бассейновому округу, водохозяйственный участок реки — Обь от города Нефтеюганск до впадения реки Иртыш, речной подбассейн реки — Обь ниже Ваха до впадения Иртыша. Речной бассейн реки — (Верхняя) Обь до впадения Иртыша.
Код водного объекта — 13011100212115200045945.